# Клейн, Соломон (раввин)
Соломон Клейн (нем. Solomon Klein, 1814—1867) — французский раввин и писатель из Эльзаса.

## Биография
Был последовательно раввином в Бишгейме (1839—1841), Дюрменаке (1841—1848), Риксайме (1848—1850) и Кольмаре.

## Труды
- «Le Judaïsme ou la vérité sur le Talmud» (нем. пер. Мангеймера, Мюльгаузен, 1859);
- «La justice criminelle chez les hebreux» (Arch. Isr., LIX, 1898);
- «De l’authencite du livre de Daniel» (Univ., XX, 569);
- «Traduction française et annotation du Sefer Yesodot ha-Maskil de R. David ben Bilia du Portugal» в «Dibre Chachamim» Элиезера Ашкенази (Мец, 1849);
- «Nouvelle Grammaire hébraïque», 1846 и др.[3]